# 정거 방위 도법
정거방위도법(正距方位圖法)의 정축법에서는, 경선은 극에서 방사하는 직선, 위선은 극을 중심으로 하는 장거리의 동심원이 된다. 길이는 모두 경선 위에 바르게 표시되어 있지만 면적은 극에서 멀어질수록 간격의 정도가 커진다. 유엔의 마크는 북극을 중심으로 하여 남위 60도까지를 이 도법으로 그려 도안화한 것이다. 사측법에서는 중심을 지나는 경선 외에는 경선·위선이 모두 복잡한 곡선이 된다.

## 같이 보기
- 람베르트 정적방위도법